# Morton, New South Wales
Morton är en ort i Australien. Den ligger i kommunen Shoalhaven Shire och delstaten New South Wales, i den sydöstra delen av landet, omkring 190 kilometer sydväst om delstatshuvudstaden Sydney. Orten hade 225 invånare år 2021.